# Ariyalur (Distrikt)
Der Distrikt Ariyalur (Tamil: அரியலூர் மாவட்டம்) ist ein Distrikt des indischen Bundesstaates Tamil Nadu. Verwaltungszentrum ist die namensgebende Stadt Ariyalur. Der Distrikt hatte bei der Volkszählung 2011 eine Fläche von 1.940 Quadratkilometern und rund 750.000 Einwohner.

## Geografie
Der Distrikt Ariyalur liegt im zentralen Binnenland Tamil Nadus. Nachbardistrikte sind Cuddalore im Nordosten, Thanjavur im Süden, Tiruchirappalli im Westen und Perambalur im Nordwesten.
Mit einer Fläche von 1.940 Quadratkilometern gehört der Distrikt Ariyalur zu den kleinsten Distrikten Tamil Nadus. Das Distriktgebiet ist gänzlich flach. Im Süden markiert der Kollidam, der nördlichste Mündungsarm des Kaveri-Flusses die Grenze des Distrikts, im Norden des Distrikts fließt der periodisch wasserführende Fluss Vellar.
Im Distrikt Ariyalur herrscht ein wechselfeuchtes Tropenklima vor. Die Jahresmitteltemperatur in Ariyalur beträgt 28,7 °C, das Jahresmittel des Niederschlages liegt bei 1.029 mm. Die meisten Niederschläge fallen während des Nordostmonsuns zwischen Oktober und Dezember. Auch während des Südwestmonsuns im August und September kommt es zu Regenfällen.

## Geschichte

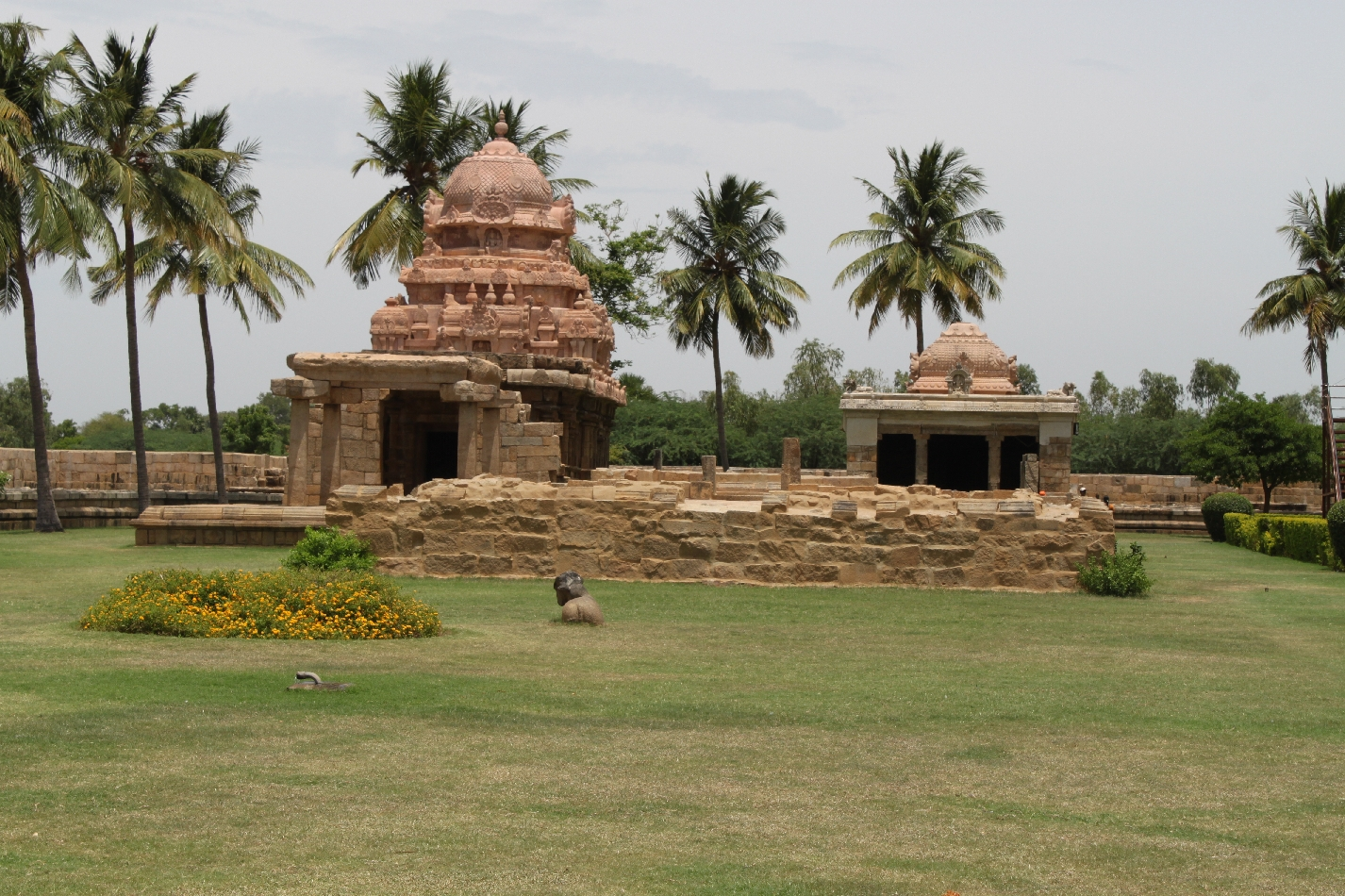
Ruinen von Gangaikonda Cholapuram

Im Mittelalter gehörte das Gebiet des Distriktes zum Reich der Chola, die im rund 60 Kilometer entfernten Thanjavur residierten. 1022/23 gründete der Chola-König Rajendra I. die neue Hauptstadt Gangaikonda Cholapuram im Gebiet des heutigen Distrikts Ariyalur. Gangaikonda Cholapuram blieb zwei Jahrhunderte lang die Hauptstadt des Chola-Reiches, ehe es im 13. Jahrhundert von den Pandyas erobert wurde. In den folgenden Jahrhunderten stand das Gebiet unter der Herrschaft wechselnder Dynastien, zuletzt im 18. Jahrhundert der muslimischen Nawabs von Arcot. Als die Briten 1801 deren Herrschaftsgebiet annektierten, kam auch Ariyalur zu Britisch-Indien.
Seit der britischen Kolonialzeit gehörte das Gebiet des heutigen Distriktes zum Distrikt Tiruchirappalli der Provinz Madras. Nach der indischen Unabhängigkeit kam das Gebiet 1956 zum neuformierten Bundesstaat Madras (heute Tamil Nadu). 1995 wurde der Distrikt Tiruchirappalli in die drei Distrikte Tiruchirappalli, Karur und Perambalur geteilt. Der Distrikt Ariyalur entstand am 1. Januar 2001 aus den östlichen Teilen des Distrikts Perambalur. Nachdem die AIADMK-Partei in Tamil Nadu die Regierungsverantwortung übernommen hatte, wurde Ariyalur bereits ein Jahr später wieder per Verordnung vom 19. April 2002 mit Perambalur vereinigt. Kurz nach seiner Amtsübernahme kündigte der neu gewählte Chief Minister von Tamil Nadu M. Karunanidhi (DMK) an, dass der Distrikt Ariyalur erneut gebildet werde. Am 23. November 2007 nahm die Distriktverwaltung von Ariyalur ihre Arbeit auf.

## Bevölkerung

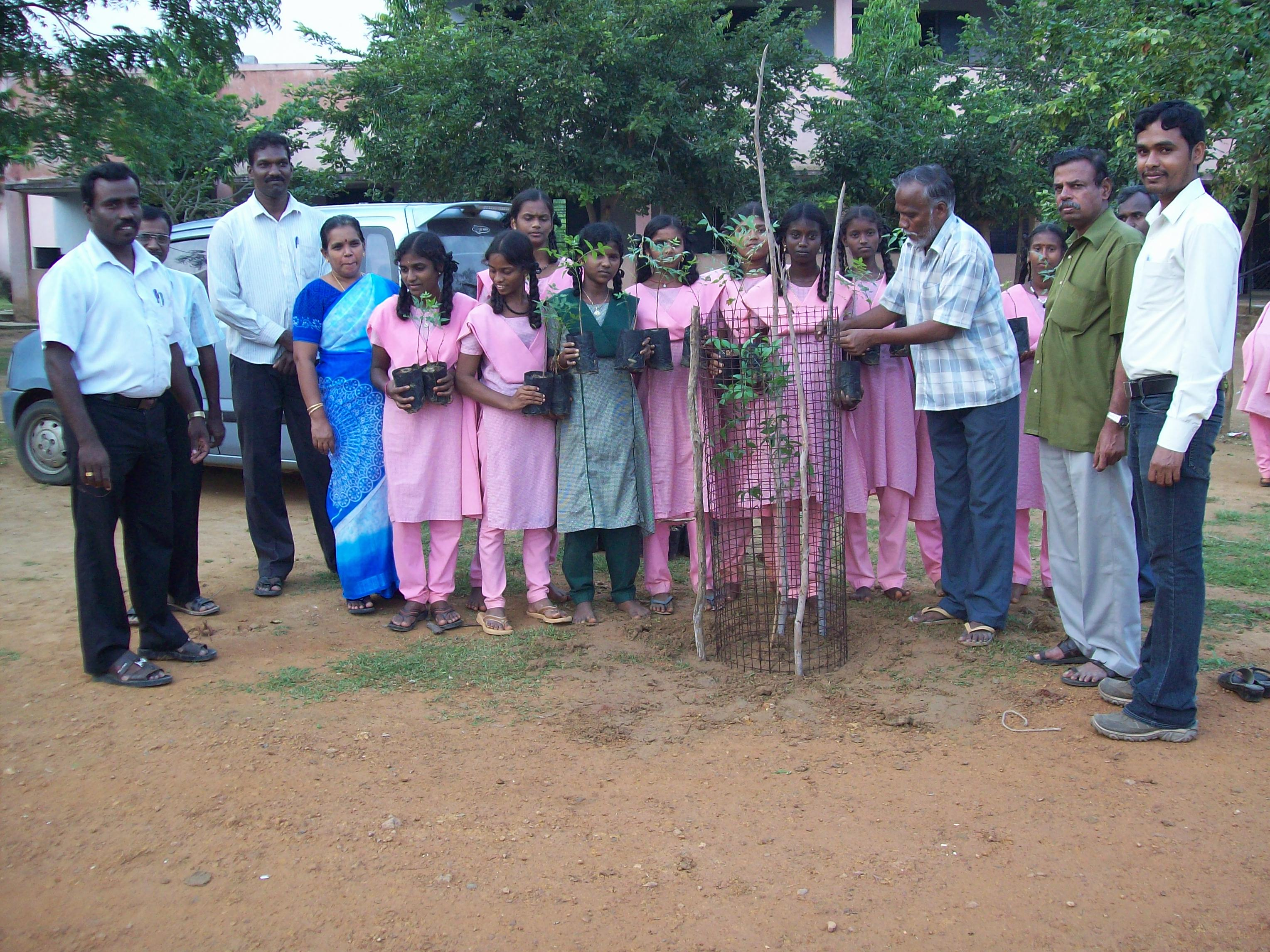
Einwohner des Distrikts Ariyalur in Jayankondam

Bei der indischen Volkszählung 2011 hatte der Distrikt Ariyalur 754.894 Einwohner. Gemessen an der Einwohnerzahl war er der drittkleinste Distrikt Tamil Nadus. Die Bevölkerungsdichte lag mit 389 Einwohnern pro Quadratkilometer deutlich unter dem Mittelwert des Bundesstaates (555 Einwohner pro Quadratkilometer). Der Distrikt Ariyalur ist deutlich ländlich geprägt: im Jahr 2011 lebten nur 11 Prozent der Einwohner in Städten. Der Urbanisierungsgrad war damit der niedrigste aller Distrikte Tamil Nadus und betrug weniger als ein Viertel des Mittelwerts des Bundesstaates (48 Prozent). 23 Prozent der Einwohner des Distrikts waren Angehörige registrierter niederer Kasten (Scheduled Castes). Die Alphabetisierungsquote gehörte 2011 mit 71 Prozent zu den niedrigsten des Bundesstaates (der Durchschnitt Tamil Nadus betrug 80 Prozent).
Unter den Einwohnern des Distriktes stellten die Hindus nach der Volkszählung 2011 mit 94 Prozent eine große Mehrheit. 5 Prozent der Bevölkerung bekannten sich zum Christentum. Die Muslime bildeten mit gut 1 Prozent nur eine kleine Minderheit. Die Hauptsprache im Distrikt Ariyalur ist wie in ganz Tamil Nadu das Tamil. Bei der Volkszählung 2001 wurde es von 99 Prozent der Einwohner des Distrikts als Muttersprache gesprochen.

## Wirtschaft und Infrastruktur
Der Distrikt Ariyalur ist verhältnismäßig reich an Mineralvorkommen. Die Kalksteinvorkommen werden von fünf großen Zementfabriken genutzt. Die größte wirtschaftliche Bedeutung hat aber nach wie vor die Landwirtschaft: bei der Volkszählung 2011 waren 76,18 % der als arbeitend registrierten Einwohner des Distrikts im Agrarsektor beschäftigt (29,82 % als Bauern und 46,36 % als Landarbeiter). Hauptanbauprodukte waren im Jahr 2018–19 (mit Anbaufläche): Cashewnüsse (301,9 km²), Reis (227,9 km²), Mais (161,4 km²), Baumwolle (93,3 km²), Erdnüsse (91,0 km²), Urdbohnen (black gram, 70,1 km²) und Zuckerrohr (45,4 km²). Durch den Distrikt führt die Eisenbahnstrecke von Chennai nach Tiruchirappalli.

## Sehenswürdigkeiten

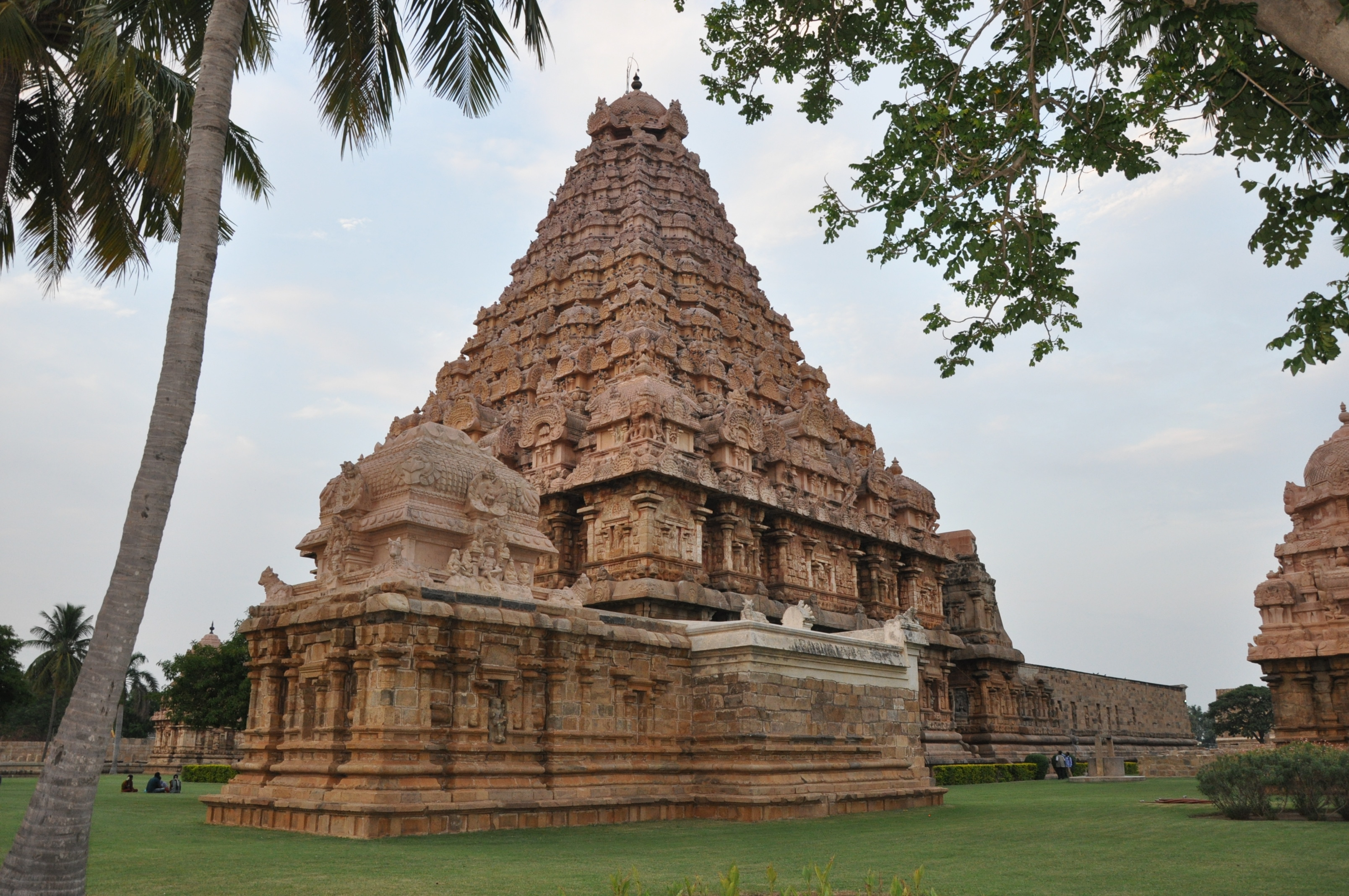
Brihadisvara-Tempel in Gangaikonda Cholapuram

Die wichtigste Sehenswürdigkeit im Distrikt Ariyalur ist die ehemalige Chola-Hauptstadt Gangaikonda Cholapuram. Der dortige Brihadisvara-Tempel gehört als einer von drei „Großen Tempel der Chola-Dynastie“ seit 2004 zum UNESCO-Weltkulturerbe. Von touristischem Interesse ist ferner das Vogelschutzgebiet Vettakudi.

## Verwaltungsgliederung
Der Distrikt Ariyalur war im Jahr 2022 in vier Taluks (Subdistrikte) gegliedert: Andimadam, Ariyalur, Sendurai und Udayarpalayam.

## Städtische Siedlungen
Im Distrikt Ariyalur gab es bei der Volkszählung 2011 zwei Städte mit eigener Stadtverwaltung (Municipalities) und zwei nach dem Panchayat-System verwaltete Kleinstädte (Town Panchayats) (mit Einwohnerzahl 2011).
Municipalities
- Ariyalur (28.902)
- Jayankondam (33.945)

Town Panchayats
- Udayarpalayam (12.688)
- Varadarajanpettai (8.259)